# الكسندر ستيوارت (سياسي كندي)
الكسندر ستيوارت هو قاضي وسياسي كندي، ولد في 30 يناير 1794، وتوفي في 1865. انتخب عضو مجلس نواب نوفا سكوتيا.